# Polarne chmury stratosferyczne

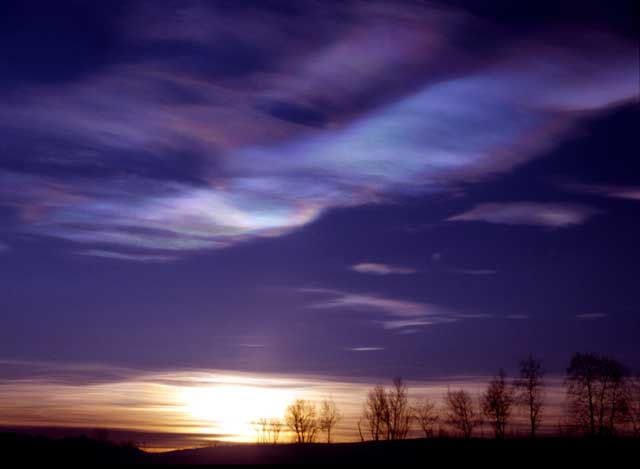
Arktyczne PSC

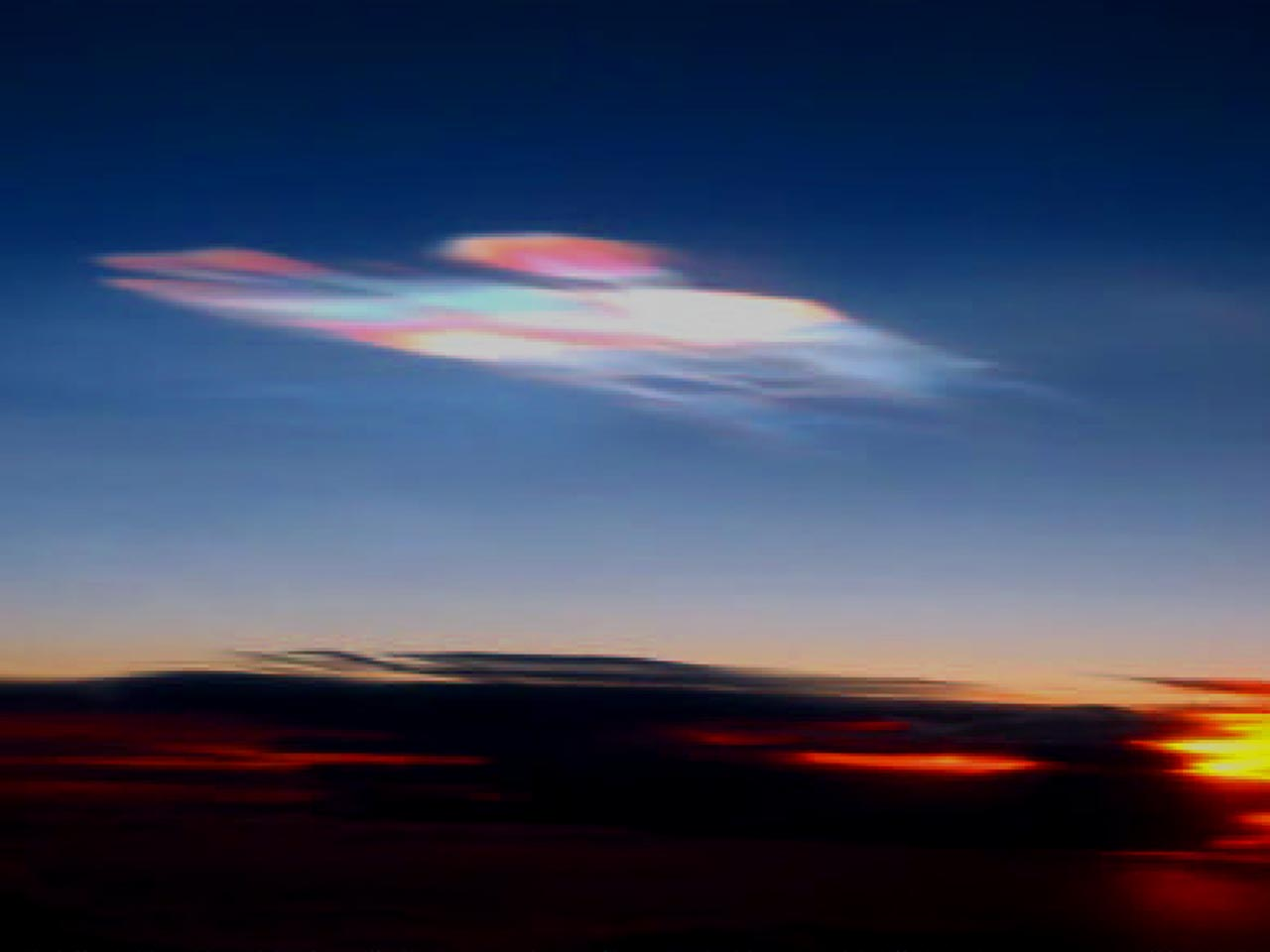
PSC złożone z kryształów lodu (tzw. II rodzaju)

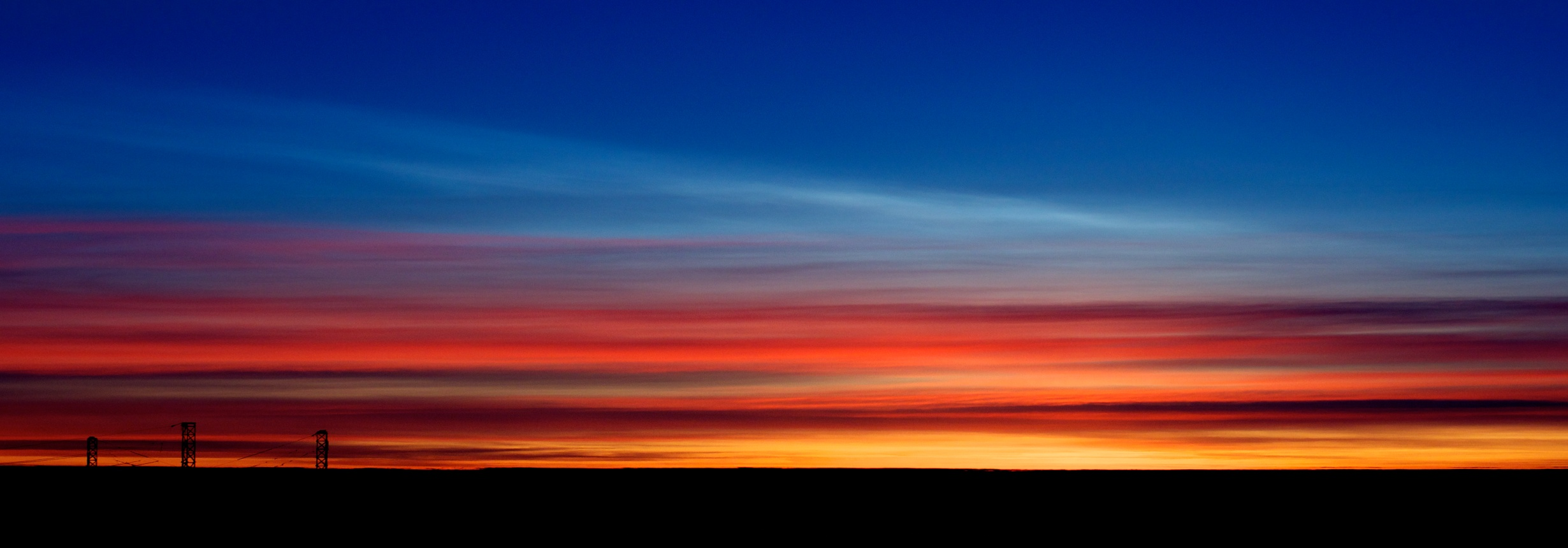
Nie wykazujące iryzacji PSC I rodzaju ponad cirrusami

Polarne chmury stratosferyczne (ang. polar stratospheric clouds, w skrócie PSCs) – rzadkie chmury występujące zimą w polarnej atmosferze, na wysokości od 15 do 25 km (w dolnej stratosferze). Związane są z powstawaniem dziury ozonowej. Jeden z rodzajów tych chmur, tzw. obłoki perłowe (PSC II rodzaju) charakteryzuje się silną iryzacją.
Stratosfera jest bardzo sucha w porównaniu z troposferą (w której występuje większość obserwowanych chmur) i chmury tworzą się tam rzadko.

## Klasyfikacja
W zależności od składu wyróżnia się:
- PSC I rodzaju, tworzące się w temperaturach poniżej −78 °C:
  - typu Ia, złożone z kryształków lodu i kwasu azotowego,
  - typu Ib, złożone z lodu oraz kwasów azotowego i siarkowego,
  - typu Ic, złożone z metastabilnej mieszaniny wody z kwasem azotowym,
- PSC II rodzaju, tworzące się przy temperaturze poniżej −85 °C, złożone wyłącznie z lodu; występują częściej nad Antarktyką, gdzie atmosfera jest chłodniejsza niż nad Arktyką.

## Obserwacja
Polarne chmury stratosferyczne znajdują się wysoko na niebie i mogą odbijać promienie słoneczne spod horyzontu w stronę powierzchni ziemi, co powoduje ich jasne świecenie przed i po zachodzie słońca. Są najlepiej widoczne, gdy Słońce znajduje się od 1 do 6 stopni poniżej horyzontu. PSC II rodzaju są znacznie jaśniejsze i mają bardziej intensywne kolory niż częściej obserwowane obłoki iryzujące położone w troposferze.

## Wpływ na środowisko
Chmury PSC I rodzaju mają związek ze zjawiskiem dziury ozonowej. Pojawiają się one w zimie, kiedy temperatura stratosfery spada nawet do −85 °C. Na powierzchni chmur mają miejsce reakcje chemiczne, przekształcające lotne związki zawierające chlor (m.in. freony) w wolne rodniki. Na wiosnę, kiedy światło słoneczne powraca, substancje te reagują z cząsteczkami ozonu, niszcząc je w rosnącym tempie; w Antarktyce maksimum tego zjawiska przypada na wczesny październik, potem tempo spada i w grudniu sytuacja powraca do normy.

## Poza Ziemią

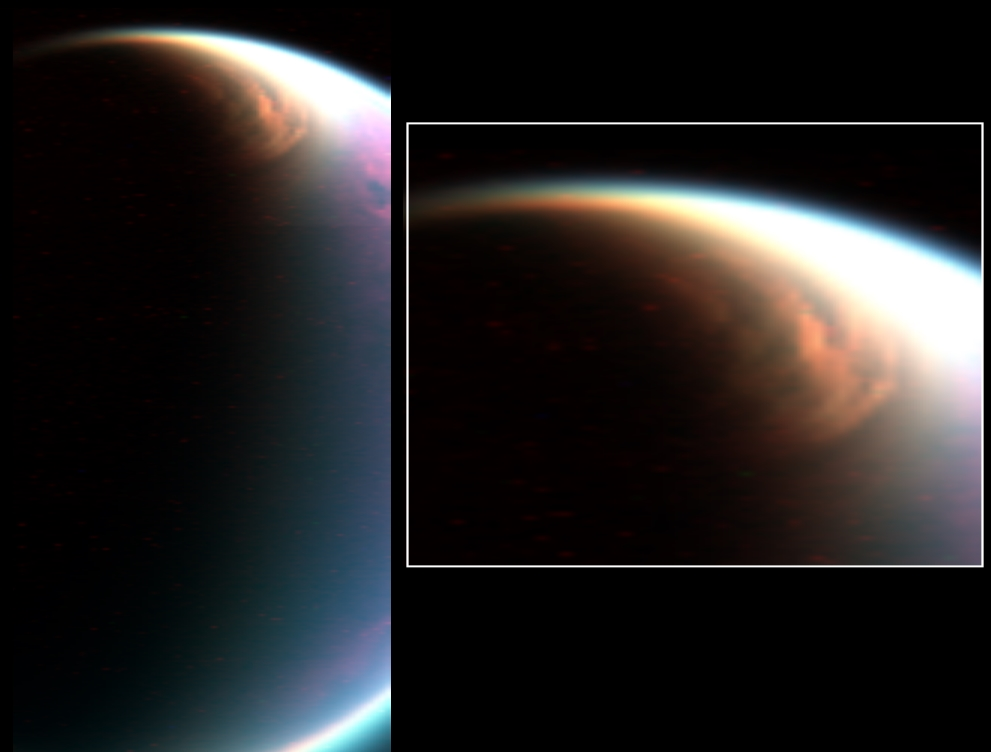
Chmury w stratosferze Tytana

Chmury występujące w polarnej stratosferze zaobserwowano także na Tytanie, księżycu Saturna. Występują na szerokości powyżej 65°, w pobliżu bieguna, na którym panuje zima, na wysokości 30–50 km ponad powierzchnią. Tworzą je kryształki metanu, jednego ze składników atmosfery księżyca; temperatura w polarnej stratosferze Tytana spada do −209 °C.